# Митани Коки
Митани Коки (三谷 幸喜 - みたに こうき; род. 8 июля 1961 года, Сетагая, Токио, Япония) — японский драматург, писатель, сценарист, кинорежиссер, актер и комик. 

## Общая информация
Окончил театральное отделение факультета искусств Нихон Дайгаку (Токио). С конца 1980-х гг. поставил около 70-ти театральных спектаклей, снял 8 художественных фильмов, а для пяти выступил сценаристом. Активно сотрудничает с телевидением, в том числе с NHK, создав сценарии свыше 40 прайм-таймовых сериалов. С Митани считают за честь работать лучшие актеры Японии: Якусё Кодзи,Тосиюки Нисида, Харука Аясэ, Тода Кэйко, Коити Сато и другие.
Он считается признанным комедиографом, но при этом его произведения имеют глубокую фактографическую и филологическую проработку.
Несмотря на свою востребованность, сам Митани считает, что жанр комедии остается непризнанным в Японии.

## Избранная фильмография

### Кинофильмы и сериалы
- 12 добрых японцев (1991)
- Фурухата Ниндзабуро (телесериал)
- Синсэнгуми! (2004 телесериал, NHK)
- Радзио но дзикан — Время радио (1997)
- Минна но иэ — Дом для всей семьи (2001)
- Вараи но Дайгаку — Университет смеха (2004)
- Утётэн Хотеру — Улетный отель (2006)
- Дза мадзикку ава — Час волшебства (2008)
- Walking, Talking (2011 телесериал)
- Вагая но рэкиси — История нашей семьи (2010, телесериал)
- Сутэкина канасибари — Однажды на голубой луне (2011)
- Киёсу кайги — Совещание в Киёсу (2013)
- Гяракси Кайдо — Галактический тракт (2015)
- Санада Мару (2016, телесериал)
- Рангаку какумэй — Революция в голландоведении (2018 телесериал, NHK)
- Куройдо Гороси — Убийство сэра Акройда (2018 телесериал)
- Киоку Годзаимасэн! — Ничего не помню! (2019)

## Митани и зарубежье
Сложная языковая игра произведений Митани ограничивает их распространение за рубежами Японии. Тем не менее, его пьеса «Академия смеха» (Вараи-но дайгаку, 1996) ставилась на сцене Московского драматического театра им. Пушкина в 2001 году, а затем на сцене Екатеринбургского ТЮЗа в 2010 году, в Киеве в Национальном академическом театре русской драмы имени Леси Украинки в 2020 году (режиссер Михаил Резникович) и в Казани на сцене Татарского государственного Академического театра имени Г. Камала в 2022 г. под названием Көл (Пепел) на татарском языке с синхронным переводом на русский язык.
Впервые Митани Коки использовал русский язык на сцене в своей пьесе о поэте Исикава Такубоку — Рокудэнаси Такобоку, поставленной в 2011 году в Tokyo Metropolitan Theatre. Один из персонажей, друзей Такубоку, кричит со сцены в сторону кулис «Я люблю тебя!». Предполагается, что там вдалеке находится его русская жена. Поскольку действие происходит в эпоху Тайсё (то есть, спустя некоторое время после революции в России), присутствие русских эмигрантов в Японии было вполне возможным.
В 2012 году Митани впервые поставил спектакль не по своей собственной пьесе, а по пьесе Чехова «Вишневый сад». Новым творческим вызовом было то, что он создал спектакль как свою первую работу для театра Бунраку (традиционного японского театра кукол).
В июне 2019 года Митани поставил на сцене токийского театра «Сётику Гранд Кабуки» (Кабукидза) новую пьесу, написанную им на основе манга Минамото Таро «Цукиакари мэдзасу фурусато» — о судьбе японского купца Дайкокуя Кодаю, занесенного штормом в Россию. Впервые в 400-летней истории кабуки действие спектакля происходит в зарубежной стране — России. Митани ввел в спектакль множество элементов, формально разрушающих каноны кабуки, включая присутствие на сцене вводного персонажа-сэнсэя в современном деловом костюме, проводящего уроки истории; диалоги на русском языке на сцене; русские песни в качестве музыкального сопровождения и т. п. Тем не менее, спектакль был принят ценителями кабуки на ура, они назвали его шедевром, и весь месяц он шел при аншлаге.